# Renauldia lycopodioides
Renauldia lycopodioides là một loài rêu trong họ Pterobryaceae. Loài này được Bizot ex Pócs mô tả khoa học đầu tiên năm 1976.